# Anthurium striatipes
Anthurium striatipes är en kallaväxtart som beskrevs av Luis Aloysius, Luigi Sodiro. Anthurium striatipes ingår i släktet Anthurium och familjen kallaväxter. Inga underarter finns listade.